# Macrogomphus lankanensis
Macrogomphus lankanensis là một loài chuồn chuồn ngô thuộc họ Gomphidae. Nó là loài đặc hữu của Sri Lanka. Các môi trường sống tự nhiên của chúng là sông và đất có tưới tiêu. Nó bị đe dọa do mất môi trường sống.